# Эмке, Фредерик
Фредерик Эмке (нем. Frederik Ehmke, родился 21 июня 1978 г. в Мальше, Германия) — немецкий музыкант, нынешний барабанщик группы Blind Guardian.
В начале своей карьеры, с 1999 года Фредерик был участником фолк-рок-группы Schattentantz. Помимо ударных, он играл там на волынке и других инструментах.
Фредерик присоединился к группе после ухода из неё Томена Штауха в 2005 году. По словам музыкантов, Фредерик не был прежде знаком с кем-либо из них, но был их поклонником. Когда было объявлено о поисках нового барабанщика, Фредерик послал свои записи группе. Музыканты были приятно удивлены его профессионализмом и тем, как он подражает манере Томена, которая идеально подходила группе.
Фредерик продолжает оставаться и в составе Schattentantz, хотя на концертах его периодически заменяет Йорк Руффман.
Фредерик также играет в пауэр-метал-группе Sinbreed (раньше известная под названием Neoshine), в 2010 году у них вышел альбом When Worlds Collide.
Музыкант женат и имеет двух дочерей.